# Phare de Colson Point
Le phare de Colson Point (en espagnol : Faro de Colson Point) est un phare actif situé sur Colson Point (ceb), dans la District de Stann Creek au Belize.

## Histoire
L.e phare est situé à environ 45 km au sud de Belize City.

## Description
Ce phare est une tour métallique à claire-voie, avec une galerie et une lanterne de 12 m de haut. Il émet, à une hauteur focale d'environ 12 m, un éclat blanc par période de 10 secondes. Sa portée n'est pas connue.
Identifiant : ARLHS : BLZ-004 - Amirauté : J5958 - NGA : 110-16376 .

### Lien connexe
- Liste des phares du Belize